# 虞常
虞常（前2世纪—前100年 ），长水人，西汉人物。
虞常和曾经归降过汉朝的匈奴缑王、投降匈奴的原汉朝人暗中商议，企图劫持匈奴单于母亲阏氏回到汉朝。天汉元年（前100年），汉武帝派中郎将苏武与副使中郎将张胜、常惠等出使匈奴。虞常在汉朝时一直与副使张胜关系密切，想要杀死单于的宠臣卫律。虞常在汉朝时一直与副使张胜关系密切，私下拜访张胜时说：“听说大汉天子非常怨恨卫律，我可以埋伏弓弩手为汉朝将其射死。我的母亲和弟弟都在汉朝，希望他们能得到赏赐。”张胜答应了虞常的要求，并送给他很多财物。一个多月以后，单于出外打猎，只有他母亲和部分子弟留在王庭。虞常等七十余人正准备发动政变，不料其中一人于夜间逃走，告发了虞常等人的政变计划。于是单于子弟调兵与虞常等人交战，缑王等全部被杀，虞常被活捉。虞常果然供出张胜，被定为死罪，单于用剑斩下虞常的人头之后，逼苏武投降。